# Bill Clinton
William Jefferson Clinton (nacido Blythe III; Hope, Arkansas, 19 de agosto de 1946) es un político estadounidense que se desempeñó como el 42.º presidente de los Estados Unidos desde el 20 de enero de 1993 hasta el 20 de enero de 2001. Antes de su presidencia, se desempeñó como gobernador de Arkansas (1979-1981 y 1983-1992) y como fiscal general de Arkansas (1977-1979). Miembro del Partido Demócrata, Clinton fue conocido como un Nuevo Demócrata, y muchas de sus políticas reflejaron una filosofía política centrista de «Tercera Vía». Es el esposo de la ex secretaria de Estado, exsenadora de los Estados Unidos y candidata a la presidencia por el Partido Demócrata en 2016, Hillary Clinton. Tras la muerte de Jimmy Carter en 2024, es el único exmandatario estadounidense vivo que ejerció su presidencia en el siglo XX.
Clinton nació y creció en Arkansas, y asistió a la Universidad de Georgetown, al University College de Oxford y a la Facultad de Derecho de Yale. Conoció a Hillary Rodham en Yale y se casaron en 1975. Después de graduarse de la facultad de Derecho, Clinton regresó a Arkansas y ganó las elecciones como fiscal general del estado, seguido de dos mandatos no consecutivos como gobernador de Arkansas. Como gobernador, reformó el sistema educativo del estado y se desempeñó como presidente de la Asociación Nacional de Gobernadores. Clinton fue elegido presidente en 1992, derrotando al presidente republicano en ejercicio, George H. W. Bush. A los 46 años, se convirtió en el tercer presidente más joven de la historia norteamericana.
Clinton presidió el período más largo de expansión económica en tiempos de paz en la historia de Estados Unidos. Promulgó el Tratado de Libre Comercio de América del Norte (NAFTA) y la Ley de Control de Delitos Violentos y Aplicación de la Ley, pero no logró aprobar su plan para la reforma nacional de la salud. En las elecciones de 1994, el Partido Republicano ganó el control unificado del Congreso por primera vez en 40 años. En 1996, Clinton se convirtió en el primer demócrata desde Franklin D. Roosevelt en ser elegido para un segundo mandato completo. Aprobó la reforma de la asistencia social y el Programa Estatal de Seguro Médico Infantil, así como medidas de desregularización financiera. También nombró a Ruth Bader Ginsburg y Stephen Breyer a la Corte Suprema de los Estados Unidos. Durante los últimos tres años de la presidencia de Clinton, la Oficina de Presupuesto del Congreso informó un superávit presupuestario, el primero de este tipo desde 1969. En política exterior, Clinton ordenó la intervención militar de Estados Unidos en las guerras de Bosnia y Kosovo, firmó el acuerdo de paz de Dayton, firmó la Ley de Liberación de Irak en oposición a Saddam Hussein, participó en el Acuerdo de Oslo I y en la Cumbre de Camp David para impulsar el proceso de paz israelí-palestino, y ayudó al proceso de paz de Irlanda del Norte. En 1998, Clinton fue sometido a juicio político por la Cámara de Representantes, convirtiéndose en el segundo presidente de Estados Unidos en ser impugnado, después de Andrew Johnson. El juicio político se basó en acusaciones de que Clinton cometió perjurio y obstrucción de la justicia con el propósito de ocultar su romance con Monica Lewinsky, una pasante de la Casa Blanca de 22 años. Fue absuelto por el Senado y completó su segundo mandato.
Clinton dejó el cargo con el índice de aprobación de final de mandato más alto de cualquier presidente de Estados Unidos desde la Segunda Guerra Mundial, y su presidencia se ha ubicado entre las posiciones más altas en la clasificación histórica de presidentes de Estados Unidos. Sin embargo, también ha sido objeto de críticas sustanciales por sus escándalos sexuales y mentiras, especialmente a raíz del movimiento Me Too. Desde que dejó la presidencia, ha estado involucrado en discursos públicos y obras humanitarias. Creó la Fundación Clinton para abordar causas internacionales como la prevención del VIH/sida y el calentamiento global. En 2004, Clinton publicó su autobiografía, Mi Vida. En 2009, fue nombrado Enviado Especial de las Naciones Unidas a Haití, y después del terremoto de Haití de 2010, se asoció con George W. Bush para formar el Fondo Clinton Bush para Haití. Además, consiguió la liberación de dos periodistas estadounidenses encarcelados por Corea del Norte, visitando la capital Pionyang en 2009 y negociando su liberación con el entonces líder norcoreano Kim Jong-il. Se ha mantenido activo en las actividades políticas del Partido Demócrata, participando de las campañas presidenciales de su esposa Hillary en las elecciones presidenciales de 2008 y 2016.

## Primeros años y carrera

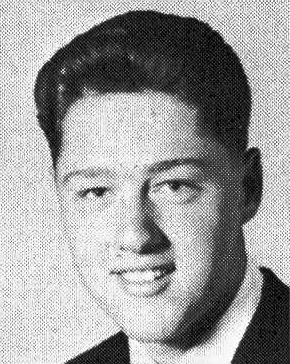
Clinton en el anuario de 1963 de la Escuela Secundaria Hot Springs.

Clinton nació como William Jefferson Blythe III el 19 de agosto de 1946 en el Hospital Julia Chester en Hope, Arkansas. Es hijo de William Jefferson Blythe Jr., un vendedor viajante que murió en un accidente automovilístico tres meses antes de su nacimiento, y Virginia Dell Cassidy (más tarde Virginia Kelley). Sus padres se habían casado el 4 de septiembre de 1943, pero esta unión más tarde resultó ser bígama, ya que Blythe todavía estaba casado con su tercera esposa. Virginia viajó a Nueva Orleans para estudiar enfermería poco después de que naciera Bill, dejándolo en Hope con sus padres Eldridge y Edith Cassidy, quienes tenían y dirigían una pequeña bodega. En un momento en que el sur de los Estados Unidos estaba segregado racialmente, los abuelos de Clinton vendían productos a crédito a personas de todas las razas. En 1950, la madre de Bill regresó de la escuela de enfermería y se casó con Roger Clinton, quien era copropietario de un concesionario de automóviles en Hot Springs, Arkansas, con su hermano y Earl T. Ricks. La familia se mudó a Hot Springs en 1950.
Aunque inmediatamente asumió el uso del apellido de su padrastro, no fue hasta que Clinton cumplió 15 años que adoptó formalmente el apellido Clinton como un gesto hacia él. Clinton ha descrito a su padrastro como un jugador y un alcohólico que abusaba regularmente de su madre y su medio hermano, Roger Clinton Jr. La familia de Bill Clinton perteneció a la Alianza Mundial Bautista, por lo que fue educado en dicha fe religiosa.
En Hot Springs, Clinton asistió a la Escuela Primaria Católica St. John's, a la Escuela Primaria Ramble y a la Escuela Secundaria Hot Springs, donde fue un líder estudiantil activo, ávido lector y músico. Clinton estaba en el coro y tocaba el saxofón tenor, ganando la primera silla en la sección de saxofonistas de la banda del estado. Consideró brevemente dedicar su vida a la música, pero como señaló en su autobiografía Mi Vida:

En algún momento de mis dieciséis años, decidí que quería participar de la vida pública como funcionario electo. Amaba la música y pensé que podía ser muy bueno, pero sabía que nunca sería John Coltrane o Stan Getz. Estaba interesado en la medicina y pensé que podría ser un buen médico, pero sabía que nunca sería Michael DeBakey. Pero sabía que podía ser excelente en el servicio público.

Clinton comenzó a interesarse por el derecho en Hot Springs High, cuando aceptó el desafío de defender al antiguo senador romano Catilina en un simulacro de juicio en su clase de latín. Después de una vigorosa defensa en la que hizo uso de sus «habilidades retóricas y políticas en ciernes», le dijo a la profesora de latín Elizabeth Buck que «le hizo darse cuenta de que algún día estudiaría derecho».
Clinton ha identificado dos momentos influyentes en su vida, ambos ocurridos en 1963, que contribuyeron a su decisión de convertirse en una figura pública. Una fue su visita como senador juvenil del programa Boys Nation a la Casa Blanca para conocer al presidente John F. Kennedy. El otro fue ver en la televisión el discurso «Tengo un sueño» de Martin Luther King Jr. en 1963, que lo impresionó tanto que luego lo memorizó.

## Época universitaria y en la Facultad de Derecho

### Universidad de Georgetown

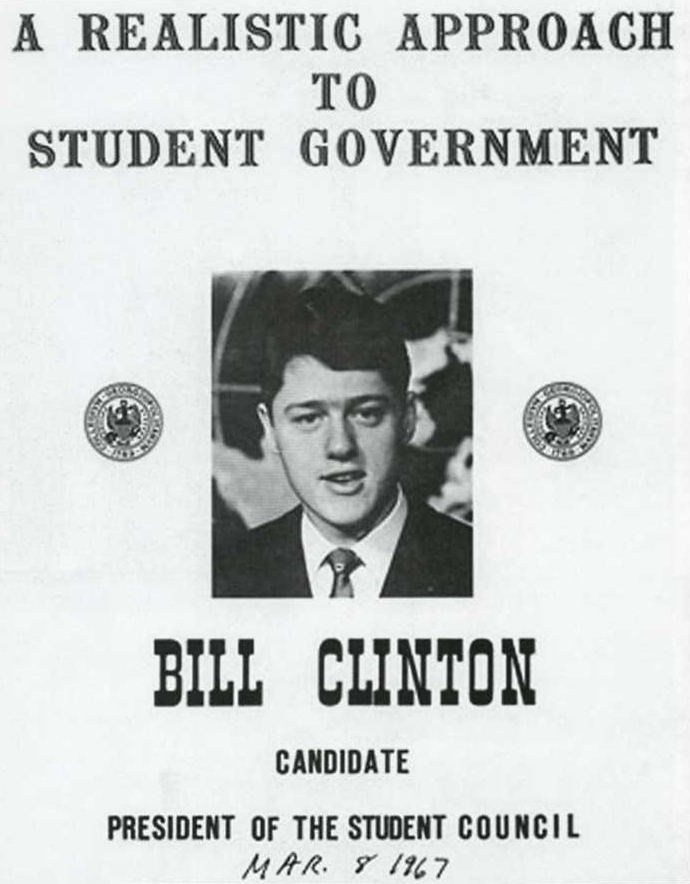
Clinton se presentó a la presidencia del Consejo Estudiantil mientras asistía a la Escuela de Servicio Exterior de la Universidad de Georgetown.

Con la ayuda de becas, Clinton asistió a la Escuela de Servicio Exterior de la Universidad de Georgetown en Washington D. C., y recibió una Licenciatura en Ciencias en Servicio Exterior en 1968.
En 1964 y 1965, Clinton ganó las elecciones para presidente de clase. De 1964 a 1967, fue practicante y luego empleado en la oficina del senador de Arkansas, J. William Fulbright. Mientras estaba en la universidad, se convirtió en hermano de la fraternidad de servicio Alpha Phi Omega y fue elegido miembro de Phi Beta Kappa. Clinton también fue miembro de la Orden Internacional DeMolay, un grupo juvenil afiliado a la masonería, aunque nunca se convirtió en masón. Es miembro de la fraternidad de la banda honoraria Kappa Kappa Psi.

### Oxford
Al graduarse de Georgetown en 1968, Clinton ganó una beca Rhodes para el University College de Oxford, donde inicialmente aplicó para obtener un B.Phil. en filosofía, política y economía, pero se transfirió a un B.Litt. en política y, en última instancia, a un B.Phil. en política. Clinton no esperaba regresar para su segundo año debido al reclutamiento y cambió de programa; este tipo de actividad era común entre otros becarios Rhodes de su cohorte. Había recibido una oferta para estudiar en la Facultad de Derecho de la Universidad de Yale, por lo que se fue temprano para regresar a los Estados Unidos y no recibió un título de Oxford.
Durante su tiempo en Oxford, Clinton se hizo amigo de su compatriota y becario Rhodes, Frank Aller. En 1969, Aller recibió una carta de destacamiento que ordenaba integrarse al despliegue en la guerra de Vietnam. El suicidio de Aller en 1971 tuvo un impacto influyente en Clinton. La escritora y feminista británica Sara Maitland dijo de Clinton: «Recuerdo que Bill y Frank Aller me llevaron a un pub en Walton Street en el período de verano de 1969 y me hablaron sobre la guerra de Vietnam. No sabía nada al respecto, y cuando Frank comenzó a describir el bombardeo de civiles, comencé a llorar. Bill dijo que sentirse mal no era suficiente. Esa fue la primera vez que me encontré con la idea de que las sensibilidades liberales no eran suficientes y que había que hacer algo al respecto». Clinton fue miembro del Club de Baloncesto de la Universidad de Oxford y también jugó para el equipo de rugby de la Universidad de Oxford.
Mientras Clinton fue presidente en 1994, recibió un título honorífico y un fellowship de la Universidad de Oxford, específicamente por ser «un valiente e incansable defensor de la causa de la paz mundial», tener «una poderosa colaboradora en su esposa» y por ganando «un aplauso general por su logro de resolver el estancamiento que impedía contar con un presupuesto acordado».

### Facultad de Derecho de Yale
Tras su paso por Oxford, Clinton asistió a la Facultad de Derecho de Yale y obtuvo su título de Juris Doctor (J.D.) en 1973. En 1971, conoció a su futura esposa, Hillary Rodham, en la Biblioteca de Derecho de Yale; ella estaba un curso por delante de él. Comenzaron a salir y pronto se volvieron inseparables. Después de solo un mes, Clinton pospuso sus planes de verano para ser coordinador de la campaña de George McGovern en las elecciones presidenciales de Estados Unidos de 1972 con el fin de mudarse con ella a California. La pareja continuó conviviendo en New Haven cuando regresaron a la facultad de derecho.
Clinton finalmente se mudó a Texas con Rodham en 1972 para aceptar un trabajo liderando los esfuerzos de McGovern allí. Pasó un tiempo considerable en Dallas, en la sede local de la campaña en Lemmon Avenue, donde tenía una oficina. Clinton trabajó con el futuro alcalde de Dallas durante dos períodos, Ron Kirk, la futura gobernadora de Texas, Ann Richards, y el entonces desconocido director de televisión y cineasta, Steven Spielberg.
Bill se casó con Hillary el 11 de octubre de 1975 y su única hija, Chelsea, nació el 27 de febrero de 1980.

## Gobernador de Arkansas (1979-1981, 1983-1992)

Resultados de la elección a gobernador de Arkansas de 1978. Clinton ganó los condados en azul.

Después de graduarse de la Facultad de Derecho de Yale, Clinton regresó a Arkansas y se convirtió en profesor de derecho en la Universidad de Arkansas. En 1974, se presentó a la Cámara de Representantes. Postulando en el conservador 3° distrito contra el republicano en ejercicio, John Paul Hammerschmidt, la campaña de Clinton se vio reforzada por el estado de ánimo antirrepublicano y anti-gobernante resultante del escándalo Watergate. Hammerschmidt, que había recibido el 77 % de los votos en 1972, derrotó a Clinton por solo un margen de 52 % a 48 %. En 1976, Clinton se postuló para fiscal general de Arkansas. Con solo una oposición minoritaria en las primarias y sin rivales en las elecciones generales, Clinton fue elegido.

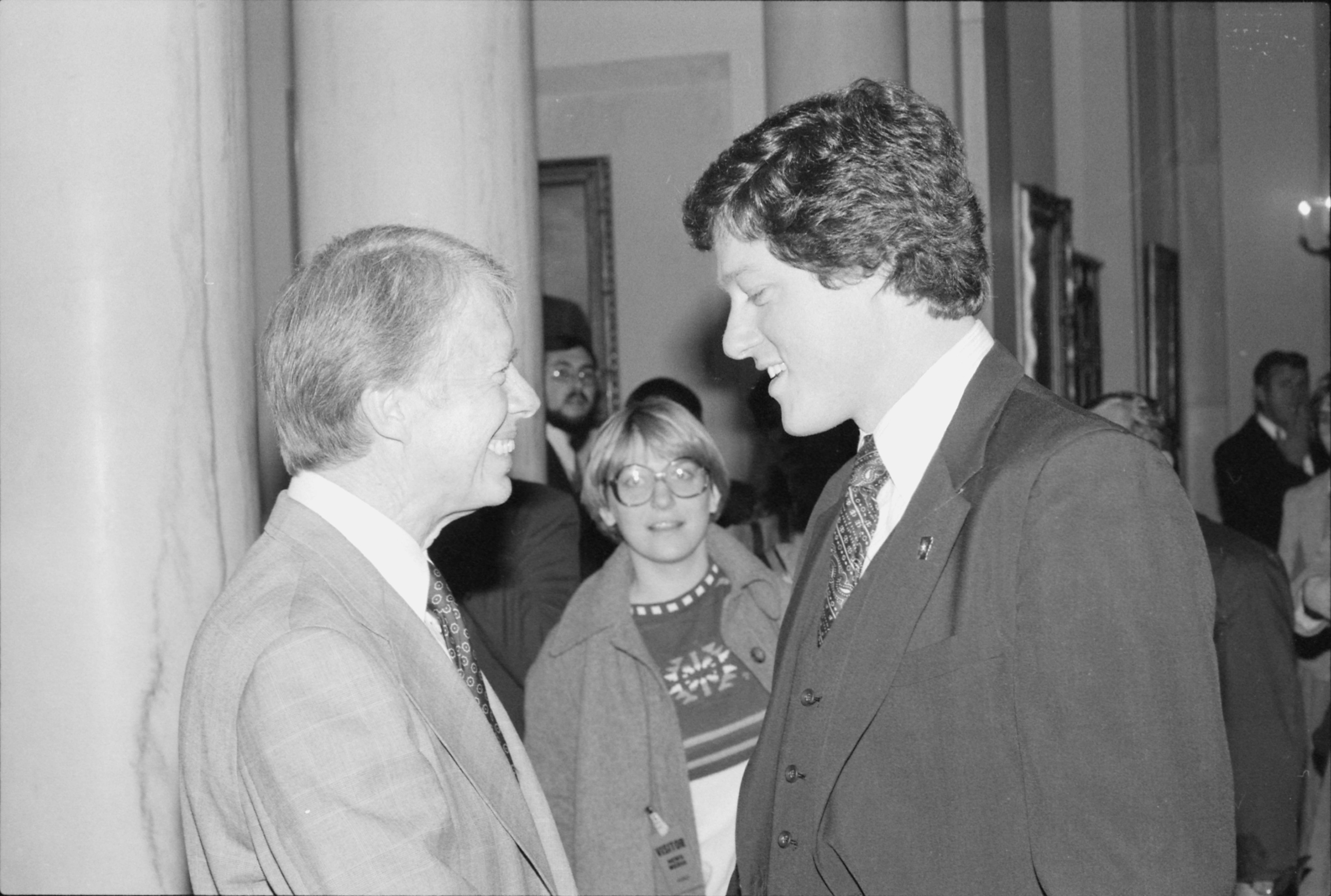
Clinton junto a Jimmy Carter, en su época de gobernador de Arkansas, 1978.

Clinton fue gobernador de Arkansas entre 1978 y 1992 siendo el gobernador más joven en ser electo en el país con 32 años de edad. Se caracterizó por sus trabajos en una reforma de educación y la vialidad de Arkansas. Con su esposa Hillary llevó a cabo un satisfactorio comité para la reforma de cuidados de salud urbana. Asimismo promovió un poco popular impuesto a los vehículos automotores. Luego perdería su reelección ante el retador republicano Frank D. White.
Posteriormente volvería a ser electo Gobernador de Arkansas, rol que desempeñaría entre 1983-1992. En ese segundo periodo ayudaría a Arkansas a mejorar su economía y mejorar significativamente el sistema educacional del estado. Se convertiría entonces en una figura líder entre los nuevos demócratas. Presidió la Asociación Nacional de Gobernadores desde 1986 a 1987.
Clinton hizo una alta prioridad en su gestión el crecimiento económico, la creación de empleo y la mejora educacional, donde destacaron la eliminación de tasas de impuestos en medicamentos para ciudadanos de edad avanzada. A comienzos de los ochenta hizo de la reforma del sistema educacional una primacía para su administración, transformándolo de ser el peor a ser uno de los mejores de la nación. Esto ha sido considerado por muchos el más grande logro de su gobernación. Clinton y su comité encargado para esta reforma educacional, el cual era presidido por Hillary Clinton, se basó para el logro de las mejoras planteadas en un notable aumento en el gasto para la escuela, elevar las oportunidades para los jóvenes con talento, incremento en los salarios de los profesores, inclusión de una gran variedad de cursos y una prueba obligatoria de maestros para los aspirantes a educadores.

### Primarias presidenciales demócratas de 1988
En 1987, los medios de comunicación especularon que Clinton entraría en la carrera presidencial después de que el gobernador de Nueva York, Mario Cuomo, se negara a postularse y el líder demócrata Gary Hart se retirara debido a las revelaciones de múltiples infidelidades matrimoniales. Clinton decidió permanecer como gobernador de Arkansas (después de considerar la posible candidatura de Hillary a gobernadora, inicialmente respaldada, pero finalmente vetada, por la primera dama). Para la nominación, Clinton respaldó al gobernador de Massachusetts, Michael Dukakis. Pronunció el discurso inaugural televisado a nivel nacional en la Convención Nacional Demócrata de 1988, pero su discurso, que duró 33 minutos y el doble de lo esperado, fue criticado por ser demasiado largo y mal presentado. Clinton se presentó a sí mismo como moderado y como miembro del ala de los Nuevos Demócratas del Partido Demócrata, y encabezó el moderado Consejo de Liderazgo Demócrata en 1990 y 1991.

## Presidente de los Estados Unidos (1993-2001)

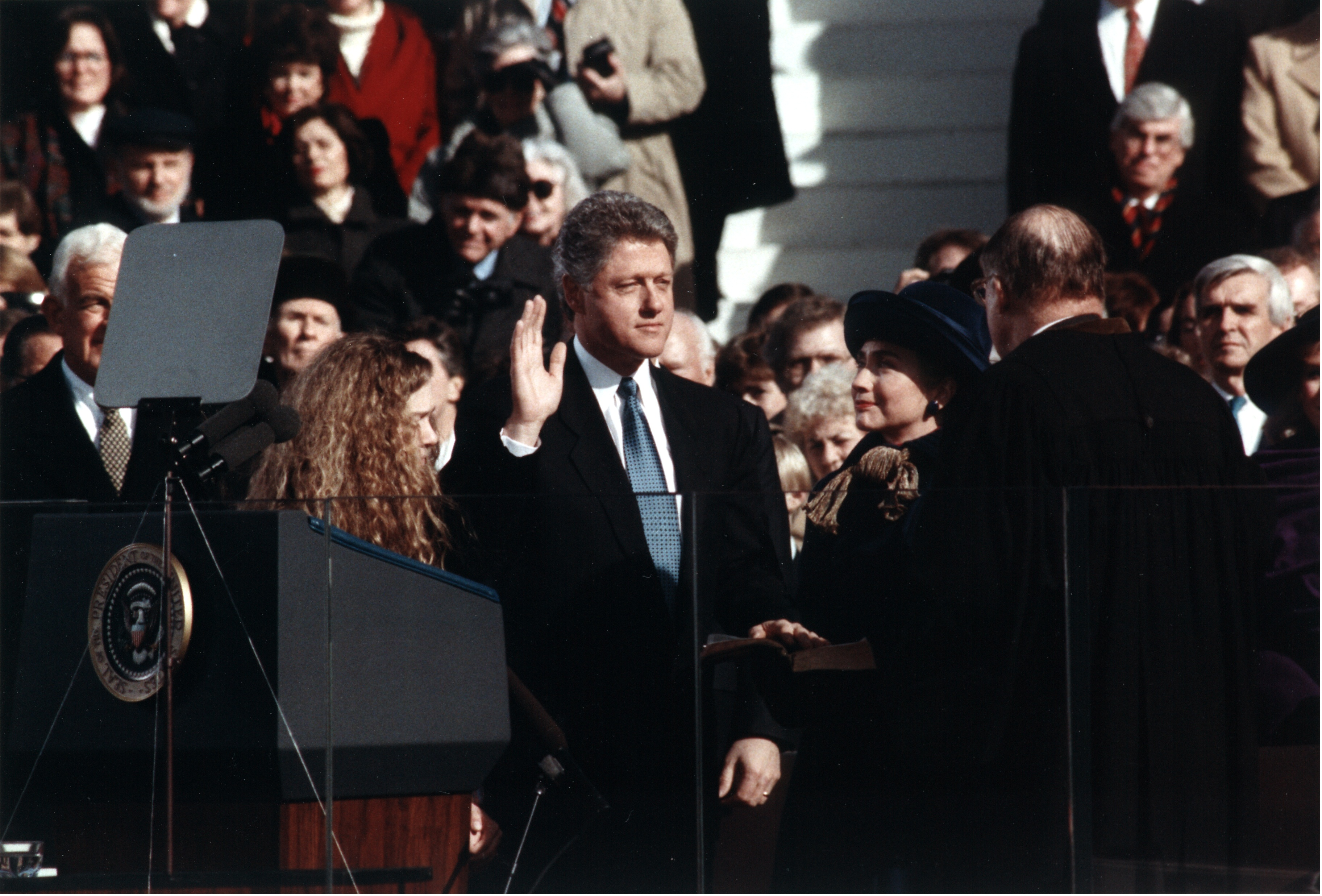
Toma de posesión como presidente el 20 de enero de 1993.

La «tercera vía» del liberalismo moderado de Clinton fortaleció la salud fiscal de la nación, resistió los ataques republicanos y colocó a la nación sobre una base firme en el exterior en medio de la globalización y el desarrollo de organizaciones terroristas antiamericanas.
Durante su presidencia, Clinton abogó por una amplia variedad de leyes y programas, la mayoría de los cuales fueron promulgados como ley o implementados por el poder ejecutivo. Sus políticas, particularmente el Tratado de Libre Comercio de América del Norte y la reforma de la asistencia social, se han atribuido a una filosofía de gobierno centrista de Tercera Vía. Su política de conservadurismo fiscal ayudó a reducir los déficits en materia presupuestaria. Clinton presidió el período más largo de expansión económica en tiempos de paz en la historia de Estados Unidos.
La Oficina de Presupuesto del Congreso reportó superávits presupuestarios de 69 000 millones de dólares en 1998, 126 000 millones de dólares en 1999 y 236 000 millones de dólares en 2000, durante los últimos tres años de la presidencia de Clinton. A lo largo de los años del superávit registrado, la deuda nacional bruta aumentó cada año. Al final del año fiscal (30 de septiembre) para cada uno de los años en que se registró un superávit, el Tesoro de los Estados Unidos informó una deuda bruta de 5,41 billones de dólares en 1997, 5,53 billones de dólares en 1998, 5,66 billones de dólares en 1999 y 5,67 billones  de dólares en 2000. Durante el mismo período, la Oficina de Gestión y Presupuesto informó una deuda bruta a fin de año (31 de diciembre) de 5,37 billones de dólares en 1997, 5,48 billones de dólares en 1998, 5,61 billones de dólares en 1999 y 5,63 billones de dólares en 2000. Al final de su presidencia, los Clinton se mudaron a Chappaqua, Nueva York, con el fin de satisfacer un requisito de residencia para que su esposa se presentara a las elecciones como senadora estadounidense por Nueva York, puesto que finalmente ganaría. Posteriormente, Hillary Clinton tuvo la posibilidad de ser la primera presidenta en los Estados Unidos, pero perdió su aspiración presidencial ante Barack Obama en 2008 y Donald Trump en 2016.

### Campaña presidencial de 1992

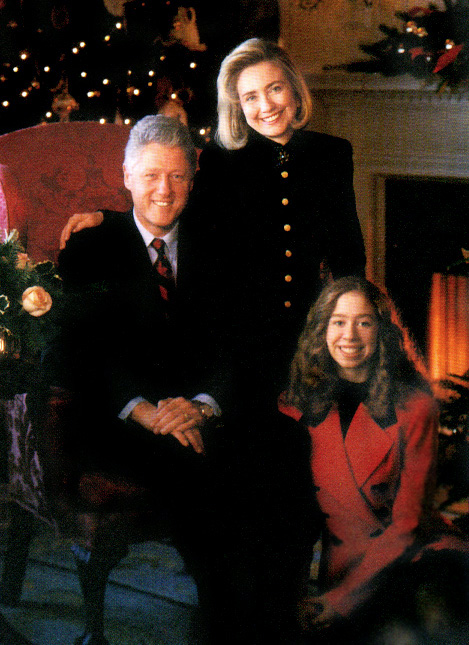
La familia Clinton en la Casa Blanca.

A principios del año 1992 Clinton era uno de los diez precandidatos presidenciales que competían por la candidatura oficial del Partido Demócrata; las elecciones primarias internas fueron muy reñidas y Clinton no partía como favorito. Sin embargo, debido a algunas apariciones afortunadas en los medios de comunicación y una hábil campaña electoral Clinton comenzó a ganar ventaja sobre los otros dirigentes demócratas para finalmente ganar las primarias más decisivas y convertirse en el candidato presidencial del partido.
El pueblo estadounidense no conocía bien a Clinton antes de que se presentara como candidato a la presidencia. Los líderes más importantes y conocidos del Partido Demócrata no querían ser rivales del presidente de ese entonces Bush, porque este había adquirido mucha popularidad después de la guerra del Golfo. Sin embargo, durante la presidencia de Bush, la economía había entrado en recesión y eso fue fatal para la candidatura a la reelección del Presidente republicano.
Durante la campaña, surgieron cuestiones de conflicto de intereses con respecto a la relación entre asuntos estatales y la poderosa firma de abogados Rose, en la que Hillary Rodham Clinton era socia. Clinton argumentó que las preguntas eran discutibles porque todas las transacciones con el estado se habían deducido antes de determinar el salario de Hillary por la firma. Surgió más preocupación cuando Bill Clinton anunció que, con Hillary, los votantes conseguirían dos presidentes «por el precio de uno».
Clinton es recordado por haber usado la frase «¡Es la economía, estúpido!» para criticar al presidente George H. W. Bush. Clinton enfocaba su mensaje en los temas que les importaban a los ciudadanos, como el desarrollo económico, la educación y el cuidado médico; todo envuelto en una imagen de cambio. Los puntos a favor de Clinton también fueron su juventud y carisma, en una lucha generacional contra un Bush más viejo (veterano de la Segunda Guerra Mundial) y poco carismático. Por su parte la campaña de Bush atacaba a Clinton por no haber peleado en la guerra de Vietnam y su militancia contra esa guerra, lo que ponía en duda sus condiciones para ser comandante en jefe.
También estaba la candidatura presidencial independiente de Ross Perot, un multimillonario populista y anti-establishment que en los primeros meses del año aparecía en las encuestas por encima de Bush y Clinton, pero que luego perdió apoyo al cometer ciertas torpezas, entre ellas el retirar su candidatura y volverla a presentar semanas más tarde.
El 26 de marzo de 1992, durante una recaudación de fondos demócrata de la campaña presidencial, el activista Robert Rafsky se enfrentó al entonces gobernador Bill Clinton de Arkansas y le preguntó qué iba a hacer con el sida, a lo que Clinton respondió: «Siento tu dolor». El intercambio televisado llevó a que el sida se convirtiera en un tema clave en las elecciones presidenciales de 1992. El 4 de abril, el entonces candidato Clinton se reunió con miembros de ACT UP y otros destacados defensores del sida para discutir su agenda sobre el sida y acordó realizar un importante discurso sobre políticas sobre el sida, que las personas con VIH hablen en la Convención Demócrata y se adhieran al plan de acción de cinco puntos de AIDS United.

Resultados del voto electoral en 1992.

Clinton ganó las elecciones presidenciales de Estados Unidos de 1992 (370 votos electorales) contra el republicano en ejercicio George H. W. Bush (168 votos electorales) y el populista multimillonario Ross Perot (0 votos electorales), quien se postuló como independiente en una plataforma que se enfocaba en temas domésticos. La abrupta caída de Bush en la aprobación pública fue una parte significativa del éxito de Clinton. La victoria de Clinton en las elecciones puso fin a doce años de gobierno republicano de la Casa Blanca y a veinte de los veinticuatro años anteriores. La elección dio a los demócratas el control total del Congreso de los Estados Unidos, la primera vez que un partido controlaba los poderes ejecutivo y legislativo desde que los demócratas controlaron el 96.º Congreso de los Estados Unidos durante la presidencia de Jimmy Carter.
Según Seymour Martin Lipset, la elección de 1992 tuvo varias características únicas. Los votantes sintieron que las condiciones económicas eran peores de lo que realmente eran, lo que perjudicó a Bush. Un evento raro fue la aparición de un candidato fuerte de un tercer partido. Los liberales lanzaron una reacción violenta contra 12 años de una Casa Blanca conservadora. El factor principal fue que Clinton unió a su partido y se ganó a varios grupos heterogéneos.

### Primer mandato (1993-1997)
El presidente Clinton trabajó para mejorar el sistema educativo y de salud. Buscó la protección del medio ambiente, principalmente a través de su apoyo al Protocolo de Kioto. Intentó favorecer al mercado libre y trabajó para la paz en el Oriente Medio, promoviendo y sirviendo de mediador en varias reuniones entre líderes de Israel y de Palestina.

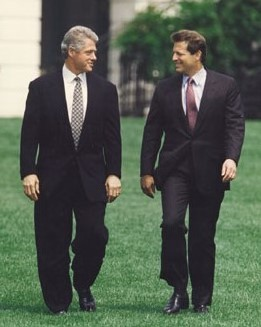
Clinton y el vicepresidente Al Gore en el jardín sur, 10 de agosto de 1993.

El 22 de septiembre de 1993, Clinton pronunció un importante discurso ante el Congreso sobre un plan de reforma del sistema de salud; el programa tenía como objetivo lograr la cobertura universal a través de un plan nacional de salud. Este fue uno de los puntos más destacados de la agenda legislativa de Clinton y fue el resultado de un grupo de trabajo encabezado por Hillary Clinton. El plan fue bien recibido en los círculos políticos, pero finalmente fue condenado por el lobby opositor bien organizado de los conservadores, la Asociación Médica Estadounidense y la industria de seguros médicos. Sin embargo, el biógrafo de Clinton, John F. Harris, dijo que el programa fracasó debido a la falta de coordinación dentro de la Casa Blanca. A pesar de la mayoría demócrata en el Congreso, el esfuerzo por crear un sistema nacional de atención médica finalmente murió cuando la legislación de compromiso del senador George J. Mitchell no logró obtener una mayoría de respaldo en agosto de 1994. El fracaso del proyecto de ley fue la primera gran derrota legislativa de la Administración de Clinton.

En noviembre de 1993, David Hale, fuente de acusaciones penales contra Bill Clinton en el escándalo Whitewater, alegó que mientras era gobernador de Arkansas, Clinton lo presionó para que proporcionara un préstamo ilegal de 300.000 dólares a Susan McDougal, socia de los Clinton en el negocio de tierras Whitewater. Una investigación de la Comisión de Bolsa y Valores de Estados Unidos resultó en condenas contra los McDougal por su papel en el proyecto Whitewater, pero los propios Clinton nunca fueron acusados, y Clinton mantiene su inocencia y la de su esposa en el asunto.

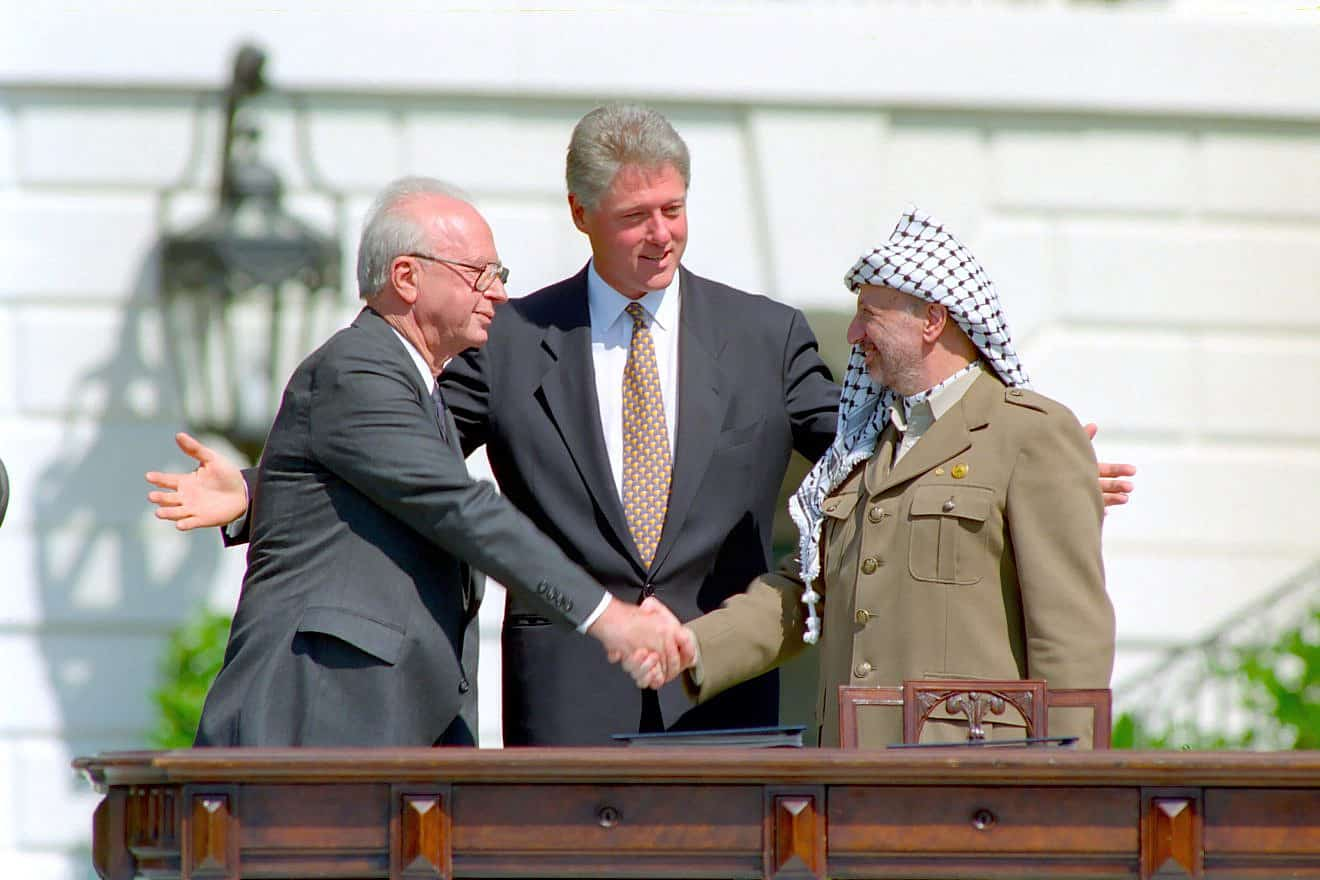
Yitzhak Rabin, Clinton y Yasser Arafat durante los Acuerdos de Oslo el 13 de septiembre de 1993.

El 30 de noviembre de 1993, Clinton promulgó la Ley Brady, que obligaba a verificar los antecedentes federales de las personas que compran armas de fuego en los Estados Unidos. La ley también impuso un período de espera de cinco días para las compras, hasta que se implementó el sistema NICS en 1998. También amplió el Crédito Tributario por Ingreso Ganado, un subsidio para trabajadores de bajos ingresos.
Clinton ganó mucha popularidad cuando promovió una serie de sanciones conocidas como la Ley Helms-Burton hacia el régimen cubano, después del derribo de aviones de Hermanos al Rescate por parte de la Fuerza Aérea de Cuba .
Lideró el ataque militar de la OTAN en Kosovo y en la guerra de Bosnia. Aspectos positivos de su administración fueron la bajada del desempleo, la disminución de la deuda nacional y el equilibrio del presupuesto. Actualmente, Clinton sigue siendo muy popular entre los estadounidenses.

### Elecciones presidenciales de 1996

Resultados de la votación electoral de 1996.

En las elecciones presidenciales de 1996, Clinton fue reelecto, recibiendo el 49,2 % del voto popular sobre el republicano Bob Dole (40,7 % del voto popular) y el candidato reformista Ross Perot (8,4 % del voto popular). Clinton recibió 379 de los votos del Colegio Electoral, y Dole recibió 159 votos electorales. Se convirtió en el primer demócrata en ejercicio desde Lyndon B. Johnson en ser elegido para un segundo mandato y el primer demócrata desde Franklin D. Roosevelt en ser elegido presidente más de una vez.

### Segundo mandato (1997-2001)
En el discurso del Estado de la Unión de enero de 1997, Clinton propuso una nueva iniciativa para brindar cobertura médica a hasta cinco millones de niños. Los senadores Ted Kennedy, demócrata, y Orrin Hatch, republicano, se unieron a Hillary Rodham Clinton y su personal en 1997 y lograron aprobar la legislación que forma el Programa Estatal de Seguro Médico Infantil (SCHIP), la reforma de atención médica más grande (exitosa) en los años de la presidencia de Clinton. Ese año, Hillary Clinton condujo a través del Congreso la Ley de Adopción y Familias Seguras, y dos años después logró ayudar a aprobar la Ley de Independencia de Hogares de Acogida. Bill Clinton negoció la aprobación de la Ley de Presupuesto Equilibrado de 1997 por parte del Congreso republicano. En octubre de 1997, anunció que iba a recibir aparatos auditivos debido a la pérdida de la audición atribuida a su edad y al tiempo que pasó como músico en su juventud. En 1999, promulgó la Ley de Modernización de Servicios Financieros, también conocida como Ley Gramm-Leach-Bliley, que derogó la parte de la Ley Glass-Steagall que prohibía a un banco ofrecer una gama completa de inversiones, banca comercial y servicios de seguros desde su promulgación en 1933.

Clinton y el presidente chino Jiang Zemin celebrando una conferencia de prensa conjunta en la Casa Blanca, 29 de octubre de 1997.

#### Administración

El presidente Clinton y el presidente Chirac sonríen a la multitud frente al palacio del Elíseo, junio de 1999.

Al margen de los logros y desaciertos de su segundo mandato presidencial, este se vio particularmente marcado por la extensa cobertura que los medios realizaron de los escándalos de carácter sexual en que se vio envuelto, principalmente el que lo ligaba a la pasante de la Casa Blanca, Monica Lewinsky, una licenciada en psicología, quien tuvo relaciones íntimas con el presidente.  En enero de 1998 el presidente admitió haber sostenido relaciones extramaritales con Gennifer Flowers.  El 6 de agosto de 1998, se convirtió en la primera testigo que refutaba la declaración jurada de un presidente de Estados Unidos, en la que negó haber tenido relaciones sexuales con ella. El fiscal acusó al presidente de once graves delitos merecedores de un proceso de impugnación «impeachment», por perjurio (en sus declaraciones en el caso Paula Jones y ante el gran jurado), abuso de poder y obstrucción a la labor de justicia. El 8 de octubre, el Congreso votó 258 a 176 votos a favor del proceso de destitución. Tras unos meses, Clinton admitió haber mantenido un «comportamiento físico impropio», aunque negó haber cometido perjurio.
El 20 de agosto de 1998, tres días después de que Clinton testificara sobre el escándalo de Monica Lewinsky, Estados Unidos puso en marcha la Operación Alcance Infinito durante la cual lanzó varios misiles contra supuestas bases de al-Qaeda en Jost (Afganistán) y contra la fábrica farmacéutica Al-Shifa en Jartum (Sudán), en represalia por los atentados terroristas a las embajadas estadounidenses en 1998. Algunos países, medios de comunicación, manifestantes y republicanos acusaron a Clinton de ordenar los ataques como una distracción para tapar sus escándalos sexuales. Los ataques también establecieron paralelismos bastante evidentes con la trama de la película Wag the Dog, que se estrenó en esa época, que presenta a un presidente ficticio que finge una guerra en Albania para distraer la atención de un escándalo sexual. Los funcionarios de la administración Clinton negaron cualquier conexión entre los ataques con misiles y el escándalo en curso, y los investigadores de la Comisión del 11 de septiembre no encontraron ninguna razón para poner en duda esas declaraciones. Los ataques con misiles también provocaron que se difundieran bulos antisemitas en el Medio Oriente de que Lewinsky era un agente judío enviado para influir en Clinton para que no ayudara a Palestina. Esta teoría de la conspiración influiría en Mohamed Atta, el cabecilla de la célula de Hamburgo de al-Qaeda y los atentados del 11 de septiembre.
En 1998 llevó a cabo el bombardeo a Irak conocida a la operación como Operación Zorro del Desierto junto al Reino Unido.

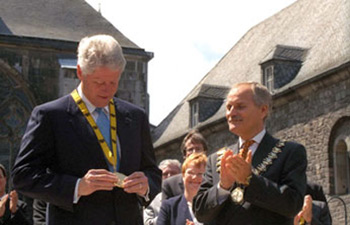
Clinton recibió el Premio Carlomagno en el año 2000.

El 12 de febrero de 1999, la cámara alta declaró a Clinton «no culpable» del delito de perjurio por 55 a 45 votos a favor, y del delito de obstrucción a la justicia con empate a 50. Para la impugnación se exigía una mayoría de dos tercios.
Algunos consideran que fue un presidente moderado y que la economía de los Estados Unidos experimentó un fuerte crecimiento durante su presidencia.
Durante su etapa presidencial se dio a reconocer por el carácter informal que imprimió a sus relaciones con otros mandatarios mundiales. Durante un discurso junto al presidente de Rusia Borís Yeltsin, Bill reía abiertamente los comentarios graciosos del líder ruso, lo que supuso un giro en la imagen de las relaciones bilaterales, marcadas por los años de la Guerra Fría. Clinton supo establecer relaciones personales cercanas con líderes como Tony Blair, Jacques Chirac, Gerhard Schröder, Carlos Salinas, Ernesto Zedillo, Fernando Henrique Cardoso, Andrés Pastrana, Eduardo Frei Ruiz-Tagle, José María Aznar, Carlos Menem, y Rafael Caldera.

## Imagen pública

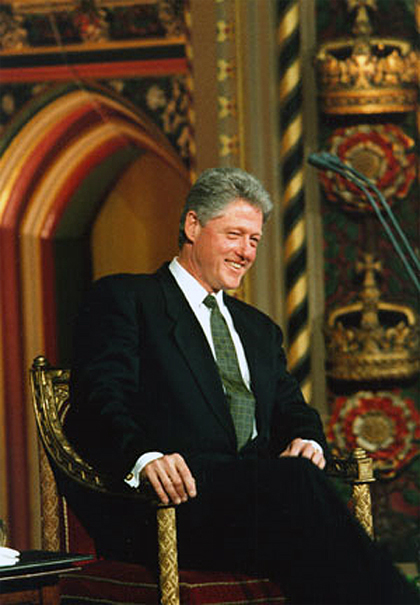
Clinton dirigiéndose al parlamento británico el 29 de noviembre de 1995.

Clinton fue el primer presidente baby boomer. Los autores Martin Walker y Bob Woodward afirmaron que el uso innovador por parte de Clinton de diálogos con frases contundentes, carisma personal y sus campañas orientadas a la percepción de la gente fueron un factor importante en sus altos índices de aprobación pública. Cuando Clinton tocó el saxofón en el programa The Arsenio Hall Show, algunos conservadores religiosos lo describieron como «el presidente de MTV». Sus oponentes a veces se referían a él peyorativamente como «Slick Willie», un apodo que le fue aplicado por primera vez en 1980 por el periodista Paul Greenberg de Pine Bluff Commercial; Greenberg creía que Clinton estaba abandonando las políticas progresistas de anteriores gobernadores de Arkansas como Winthrop Rockefeller, Dale Bumpers y David Pryor. La frase «Slick Willie» duraría durante toda su presidencia. De pie con un altura de 1,88 m (6 pies 2 pulgadas), Clinton está empatado con otros cuatro como el quinto presidente más alto en la historia de la nación. Su estilo campechano lo llevó a ser apodado Bubba, especialmente en el sur. Desde 2000, con frecuencia se le ha llamado «el perro grande» o «Gran Perro». Su papel destacado en la campaña a favor del presidente Obama durante las elecciones presidenciales de 2012 y su discurso ampliamente publicitado en la Convención Nacional Demócrata de 2012, donde nominó oficialmente a Obama y criticó al candidato republicano Mitt Romney y a las políticas republicanas en detalle, le valieron el apodo de «Explicador en Jefe».
La película Primary Colors hace supuesta referencia a su campaña de 1992 que lo tuvo como protagonista y, a la vez, en el ojo de tormenta de una serie de denuncias sobre asuntos extramaritales.

Clinton en un mitin demócrata para llamar al voto en Los Ángeles, California, el 2 de noviembre de 2000.

Clinton obtuvo un fuerte apoyo de la comunidad afrodescendiente e insistió en que la mejora de las relaciones raciales sería un aspecto importante de su presidencia. En 1998, la premio Nobel Toni Morrison llamó a Clinton «el primer presidente negro», diciendo: «Clinton muestra casi todos los tropos de negritud: niño de hogar monoparental, nacido en la pobreza, de clase trabajadora, saxofonista, amante de McDonald's y de la comida chatarra, de Arkansas». Morrison señaló que la vida sexual de Clinton fue examinada más que los logros de su carrera, y comparó esto con los estereotipos y los dobles raseros que, dijo, los negros suelen soportar. Muchos vieron esta comparación como injusta y despectiva tanto para Clinton como para la comunidad afrodescendiente en general. Clinton, un bautista, ha sido abierto sobre su fe.

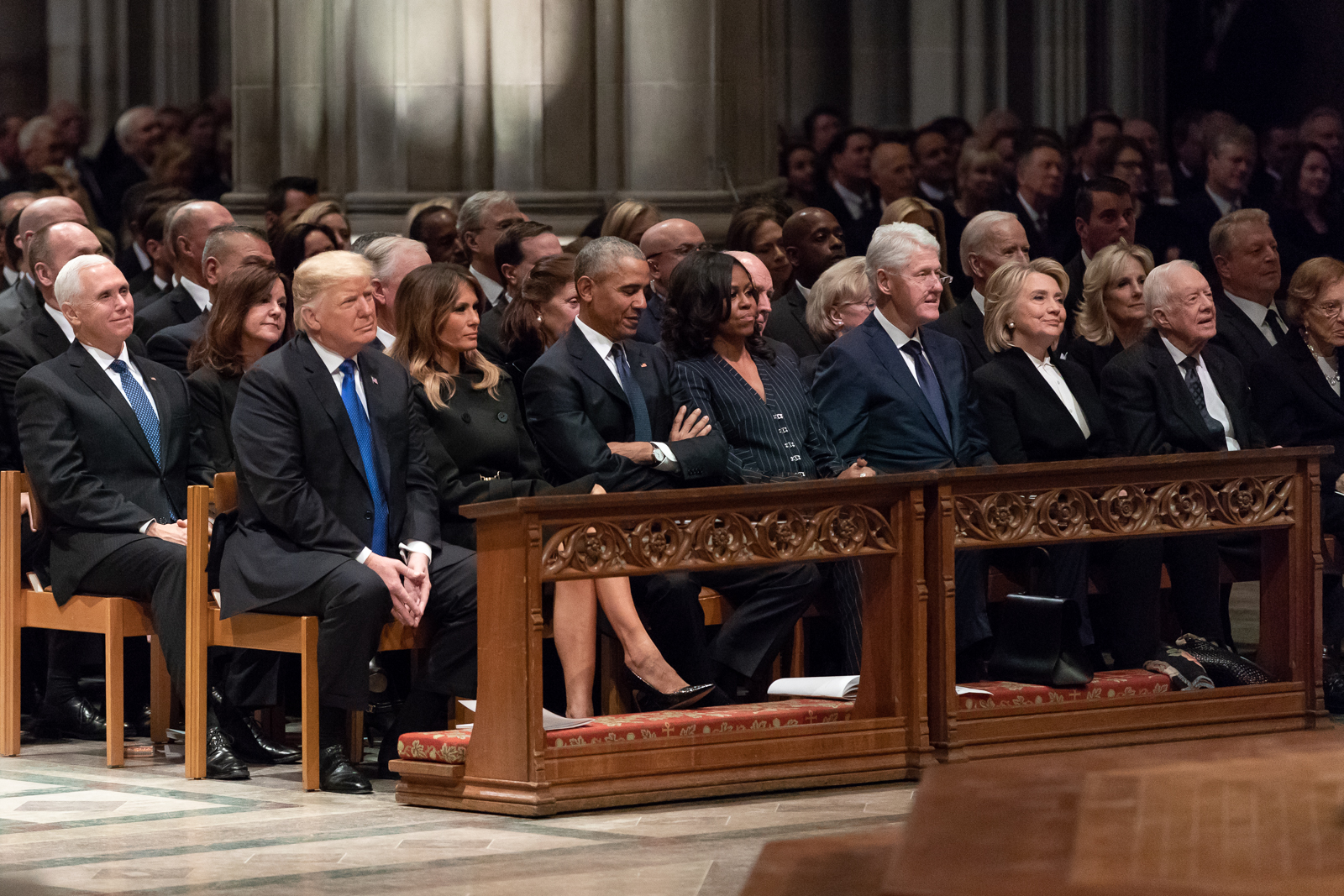
El funeral de Estado de George H. W. Bush en diciembre de 2018.

Poco después de que Clinton asumiera el cargo, Richard Mellon Scaife, propietario de un periódico conservador, comenzó a respaldar investigaciones sobre el pasado de Clinton, supuestamente con la esperanza de descubrir un escándalo que le costara su presidencia. Dirigiendo el Proyecto Arkansas, Scaife y otros asociados buscaron fuentes en el estado natal de Clinton, Arkansas, que pudieran revelar malas conductas ocultas del presidente.
Clinton fue amigo del multimillonario financiero y delincuente sexual Jeffrey Epstein.

## Pospresidencia (2001–actualidad)
Bill Clinton ha seguido activo en la vida pública desde que dejó el cargo en 2001, dando discursos, recaudando fondos y fundando organizaciones caritativas, y ha hablado en horario de máxima audiencia en cada Convención Nacional Demócrata. Entre otras ocupaciones, desde 2010 es honorary chancellor de la red de universidades Laureate International Universities.

### Actividades hasta la campaña de 2008
En 2002, Clinton advirtió que una acción militar preventiva contra Irak tendría consecuencias indeseables, y luego afirmó haberse opuesto a la guerra de Irak desde el principio (aunque algunos lo niegan). En 2005, Clinton criticó a la administración Bush por su manejo del control de emisiones, mientras hablaba en la Conferencia sobre Cambio Climático de las Naciones Unidas en Montreal.
El Centro y Parque Presidencial William J. Clinton en Little Rock, Arkansas, fue inaugurado en 2004. Clinton publicó una autobiografía superventas, Mi Vida, en 2004. En 2007, publicó Giving: How Each of Us Can Change the World, que también se convirtió en un best seller del New York Times y obtuvo críticas positivas.

### Elecciones presidenciales de 2008

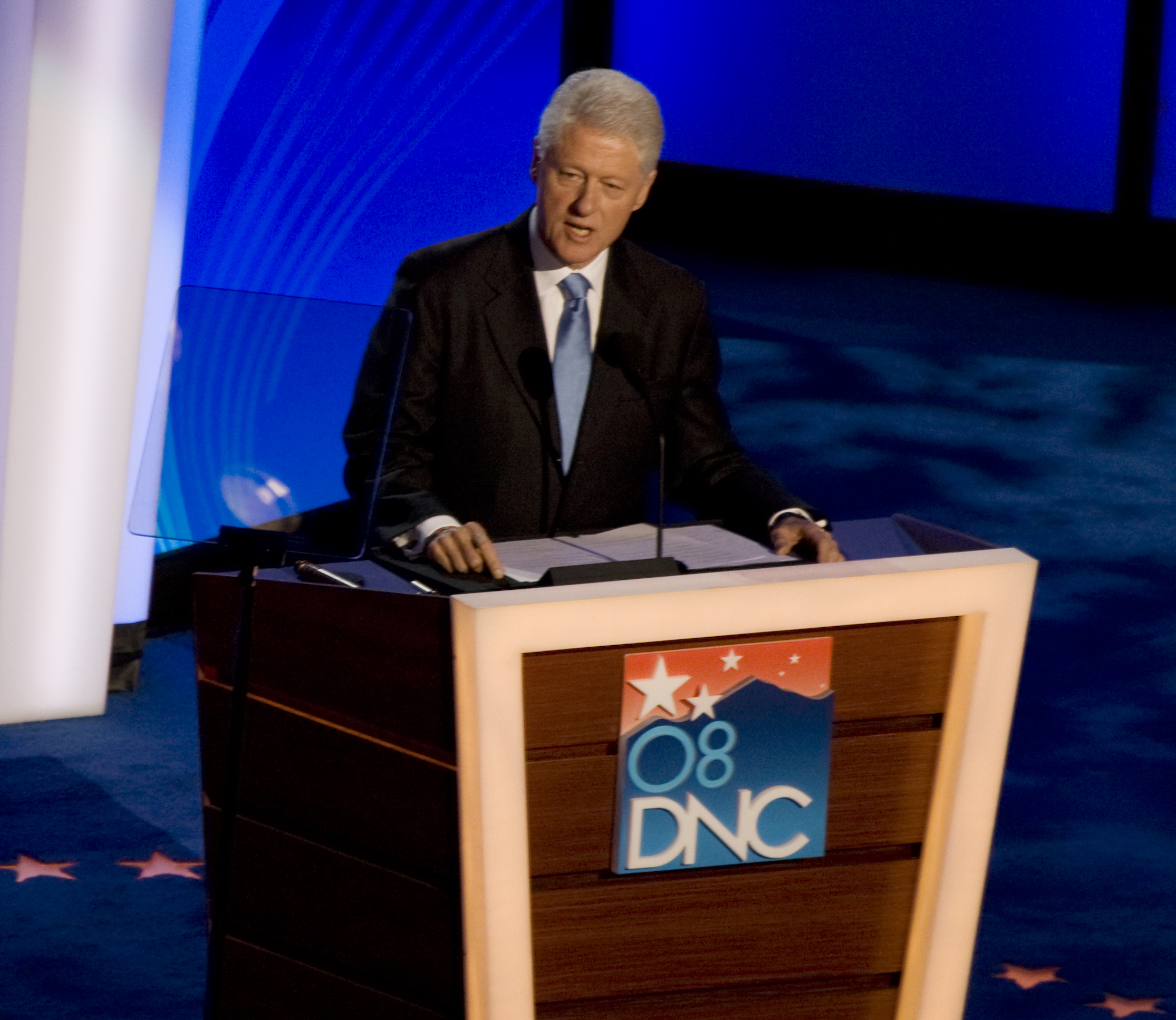
Clinton disertando en la Convención Nacional Demócrata de 2008

Durante las primarias presidenciales demócratas de 2008, Clinton respaldó enérgicamente a su esposa, Hillary. A través de charlas y eventos para recaudar fondos, pudo recaudar $ 10 millones para su campaña. A algunos les preocupaba que, como expresidente, fuera demasiado activo en la campaña y demasiado negativo con el rival de Clinton, Barack Obama, y alienando a sus seguidores dentro y fuera del país. Muchos fueron especialmente críticos con él luego de sus comentarios en las primarias de Carolina del Sur, ganadas por Obama. Más tarde, en las primarias de 2008, hubo algunas luchas internas entre el personal de Bill y Hillary, especialmente en Pensilvania. Teniendo en cuenta las intervenciones de Bill, muchos pensaron que no podría convocar a los partidarios de Hillary tras Obama después de que este ganó las primarias. Tales comentarios llevan a la aprensión de que el partido se dividiría en detrimento de la elección de Obama. Los temores se disiparon el 27 de agosto de 2008, cuando Clinton apoyó con entusiasmo a Obama en la Convención Nacional Demócrata de 2008, diciendo que toda su experiencia como presidente le aseguraba que Obama estaba «listo para liderar». Después de que terminó la campaña presidencial de Hillary Clinton, Bill Clinton continuó recaudando fondos para ayudar a pagar su deuda de campaña.

### Tras las elecciones de 2008

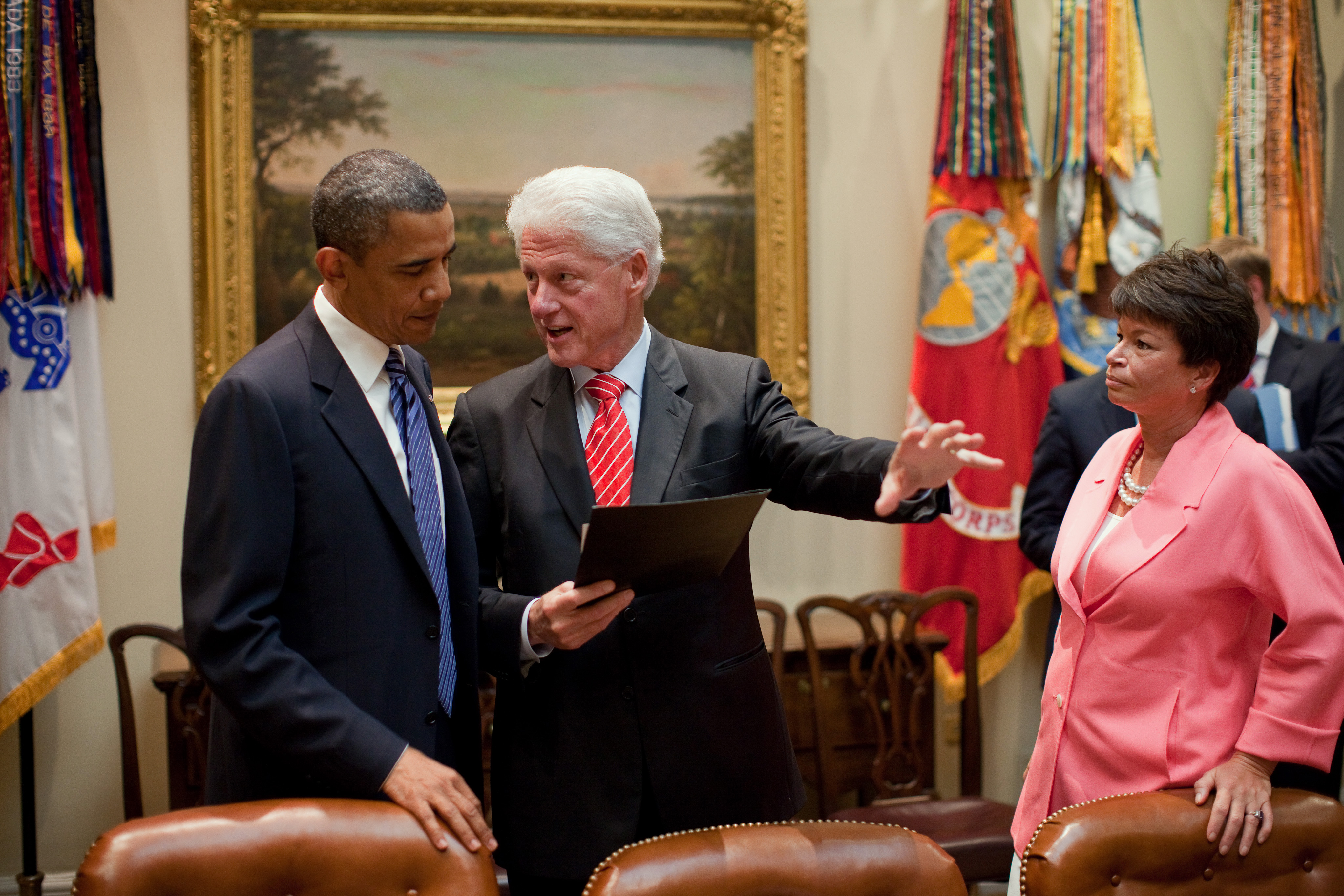
Clinton con el entonces presidente Barack Obama y su asesora principal Valerie Jarrett en julio de 2010.
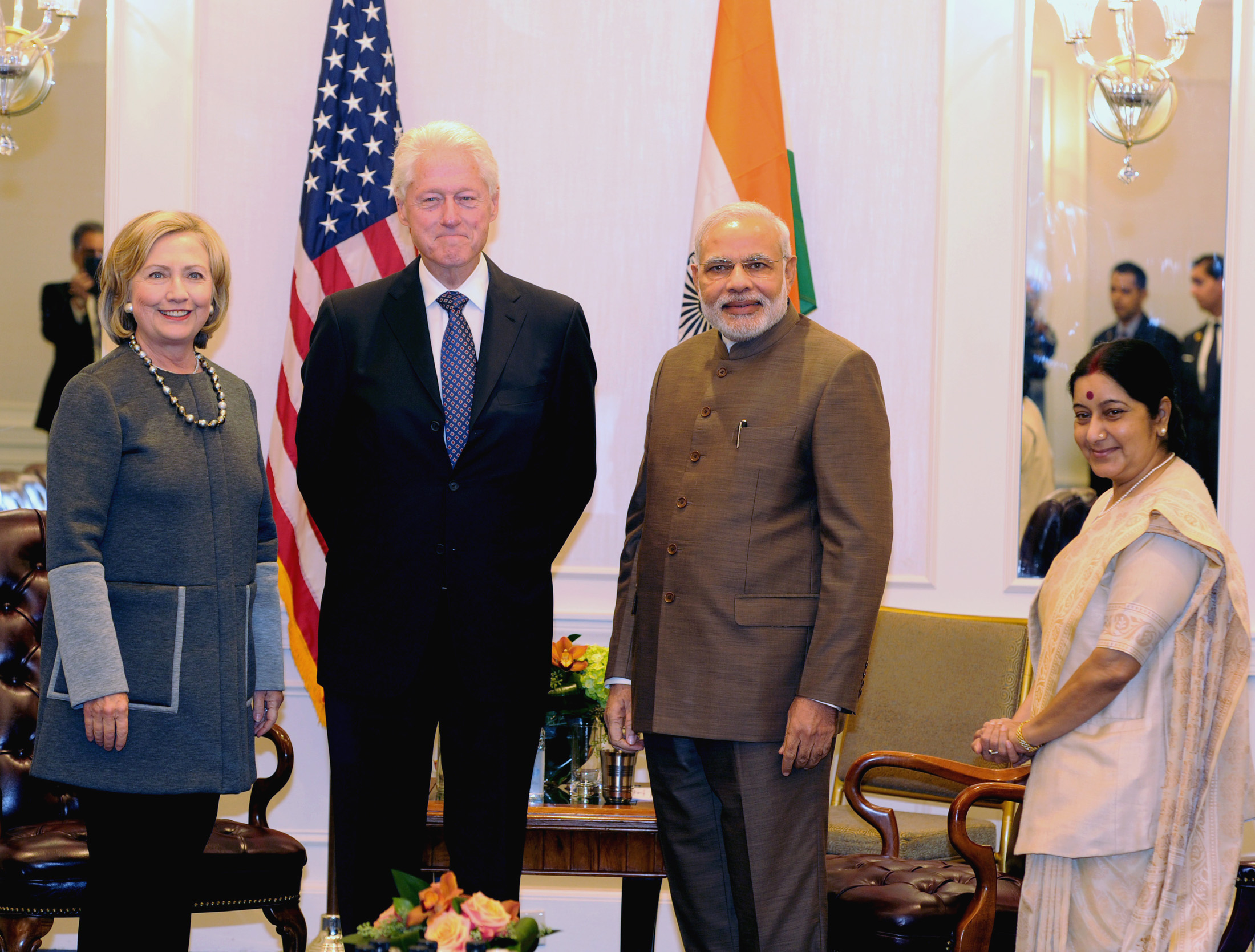
Clinton, su esposa Hillary, y el primer ministro indio Narendra Modi en Nueva York, el 29 de septiembre de 2014.

En 2009, Clinton viajó a Corea del Norte en representación de dos periodistas estadounidenses encarceladas allí. Euna Lee y Laura Ling habían sido encarceladas por ingresar ilegalmente al país desde China. Jimmy Carter había realizado una visita similar en 1994. Después de que Clinton se reuniera con el líder norcoreano Kim Jong-il, Kim concedió un indulto.

### Elecciones presidenciales de 2016

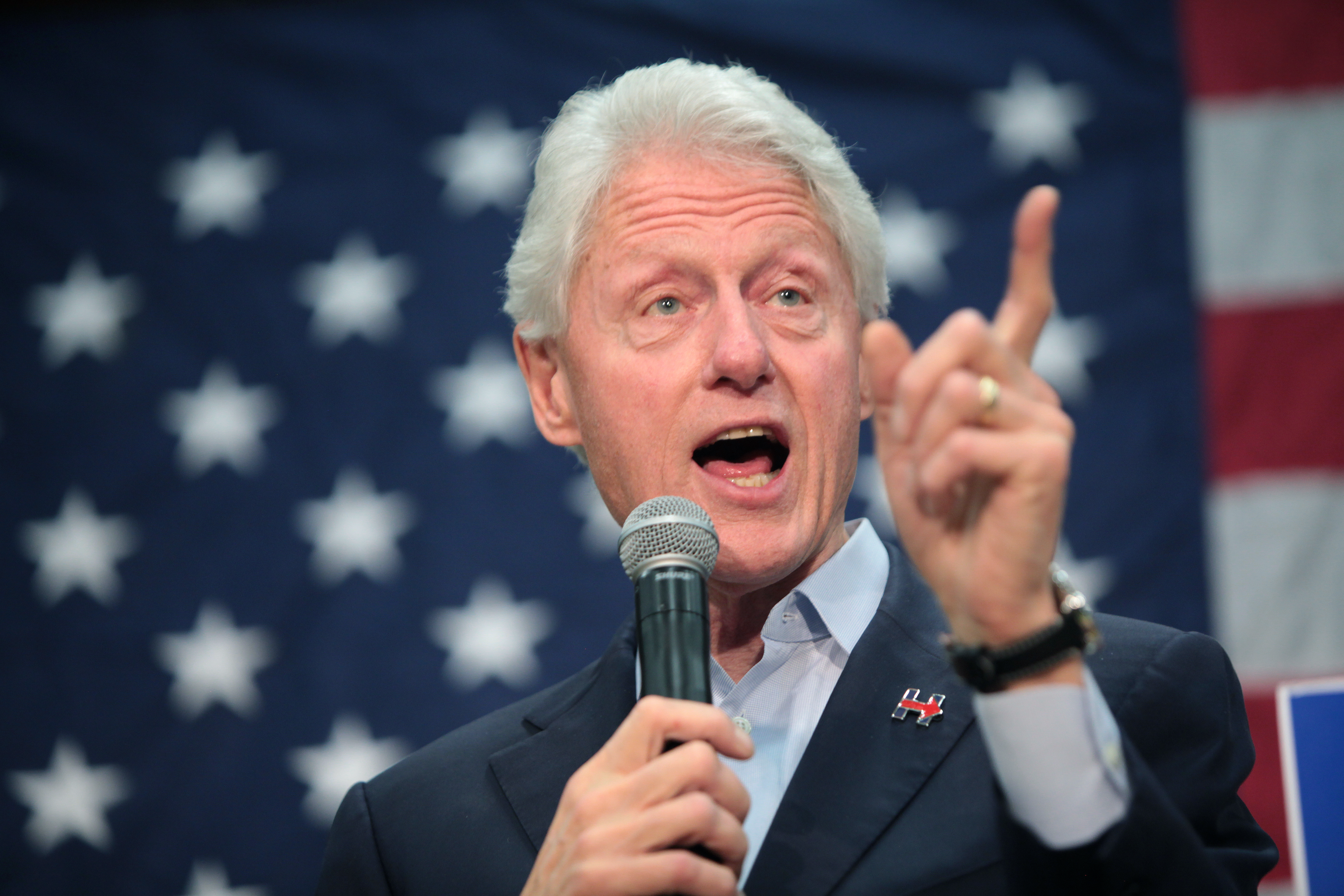
Clinton haciendo campaña en un mitin electoral por su esposa Hillary, la cual se presentaba a presidenta de los Estados Unidos en 2016.
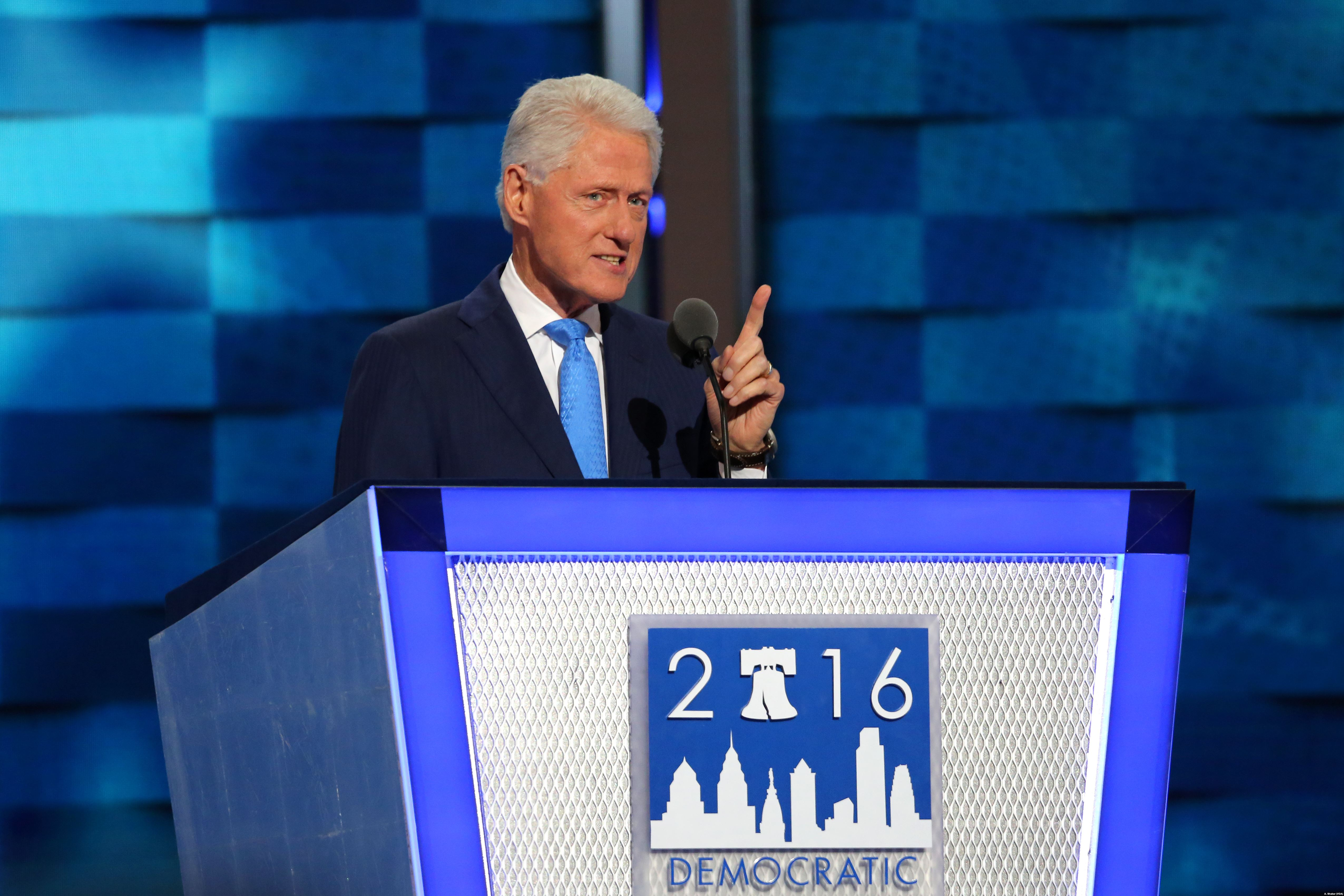
Clinton hablando en la Convención Nacional Demócrata de 2016.
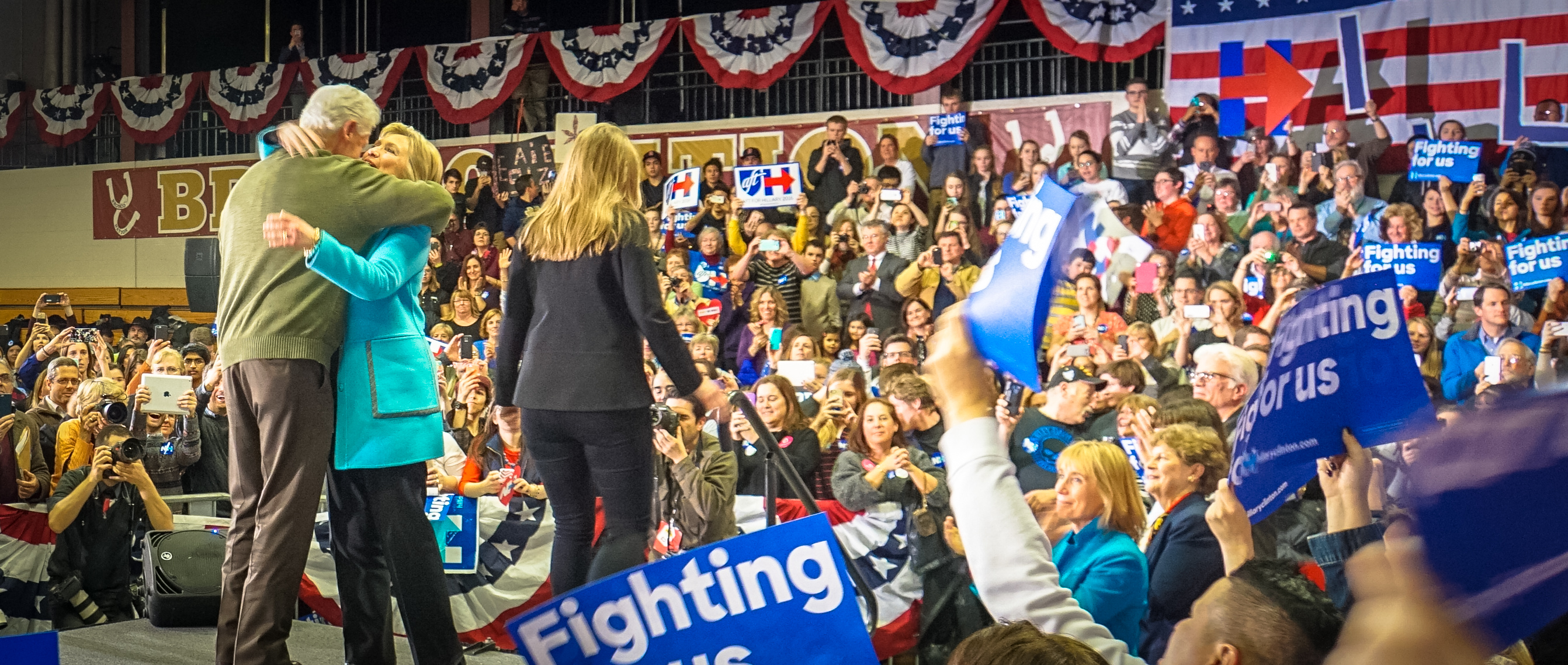
Bill abrazando a su esposa Hillary en un mítin de campaña en New Hampshire, acompañados de su hija Chelsea.

Durante las elecciones presidenciales de 2016, Clinton nuevamente alentó a los votantes a apoyar a Hillary e hizo apariciones en la campaña electoral. En una serie de tuits, el ya presidente electo Donald Trump criticó su capacidad para hacer que la gente votara. Clinton se desempeñó como miembro del colegio electoral del estado de Nueva York. Votó por la fórmula demócrata conformada por su esposa Hillary y su compañero a la vicepresidencia Tim Kaine.

### Después de las elecciones de 2016
El 7 de septiembre de 2017, Clinton se asoció con los expresidentes Jimmy Carter, George H. W. Bush, George W. Bush y Barack Obama para trabajar con One America Appeal para ayudar a las víctimas del huracán Harvey y el huracán Irma en las comunidades de la Costa del Golfo y Texas.

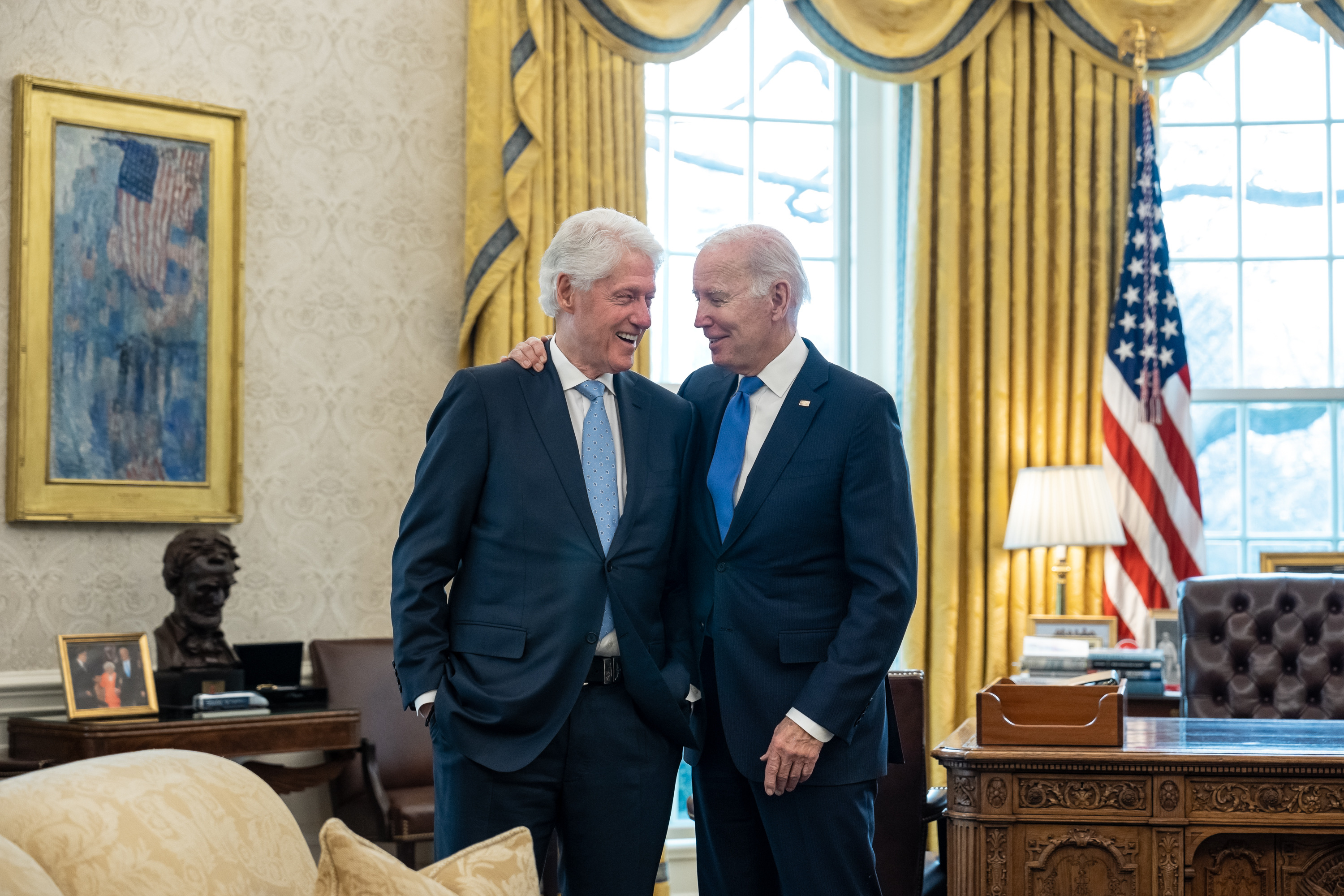
Clinton con Joe Biden en febrero de 2023.

En 2020, Clinton, esta vez junto a su esposa Hillary, volvió a ser miembro del Colegio Electoral de los Estados Unidos desde Nueva York, y votó por la exitosa fórmula demócrata compuesta por Joe Biden y Kamala Harris. Los Clinton asistieron a la toma de posesión de Biden el 20 de enero de 2021, junto a George W. Bush, Laura Bush, Barack Obama y Michelle Obama.

### Situación de salud pospresidencia
En septiembre de 2004 Clinton se sometió a una cirugía de baipás cuádruple. En marzo de 2005, volvió a ser operado, esta vez por un pulmón parcialmente colapsado. El 11 de febrero de 2010, fue trasladado de urgencia al New York-Presbyterian/Columbia Hospital en Manhattan después de quejarse de dolores en el pecho, y le implantaron dos stents coronarios en el corazón. Después de este procedimiento, Clinton adoptó una dieta de alimentos integrales a base de plantas (vegana), que había sido recomendada por los doctores Dean Ornish y Caldwell Esselstyn. Sin embargo, desde entonces ha incorporado pescado y proteínas magras por sugerencia del Dr. Mark Hyman, un defensor de la ética pseudocientífica de la medicina funcional. Como resultado, ya no es un vegano estricto.

## Vida personal
A la edad de 10 años, fue bautizado en la iglesia bautista Park Place Baptist Church en Hot Springs (Arkansas). Su fe se enfrió durante sus estudios universitarios.
En 1980, después de participar en una peregrinación a Israel dirigida por el pastor W. O. Vaught, se convirtió en miembro de su iglesia, Immanuel Baptist Church Little Rock. Cuando asumió la presidencia en 1993, se convirtió en miembro de Iglesia Metodista Unida Foundry en Washington D. C. con su esposa metodista.
En 1975, se casó con  Hillary Rodham, a quien conoció mientras estudiaba en la Universidad de Yale. Tuvieron a Chelsea Clinton, su única hija, 5 años después.

## Historia electoral
| Año  | Cargo                                  | Circunscripción           | Demócrata    | Demócrata | Republicano             | Republicano | Otro                       | Otro |
| ---- | -------------------------------------- | ------------------------- | ------------ | --------- | ----------------------- | ----------- | -------------------------- | ---- |
| 1974 | 3.er distrito congresional de Arkansas | Arkansas                  | Bill Clinton | 48 %      | John Paul Hammerschmidt | 52 %        |                            |      |
| 1976 | Fiscal general de Arkansas             | Arkansas                  | Bill Clinton |           | Sin oposición           |             |                            |      |
| 1978 | Gobernador de Arkansas                 | Arkansas                  | Bill Clinton | 63 %      | Lynn Lowe               | 37 %        |                            |      |
| 1980 | Gobernador de Arkansas                 | Arkansas                  | Bill Clinton | 48 %      | Frank White             | 52 %        |                            |      |
| 1982 | Gobernador de Arkansas                 | Arkansas                  | Bill Clinton | 55 %      | Frank White             | 45 %        |                            |      |
| 1984 | Gobernador de Arkansas                 | Arkansas                  | Bill Clinton | 63 %      | Woody Freeman           | 37 %        |                            |      |
| 1986 | Gobernador de Arkansas                 | Arkansas                  | Bill Clinton | 64 %      | Frank White             | 36 %        |                            |      |
| 1990 | Gobernador de Arkansas                 | Arkansas                  | Bill Clinton | 57 %      | Sheffield Nelson        | 42 %        |                            |      |
| 1992 | Presidente de los Estados Unidos       | Estados Unidos de América | Bill Clinton | 43 %      | George H. W. Bush       | 37 %        | Ross Perot (Independiente) | 19 % |
| 1996 | Presidente de los Estados Unidos       | Estados Unidos de América | Bill Clinton | 49 %      | Bob Dole                | 41 %        | Ross Perot (Reformista)    | 8 %  |

## Libros escritos
- Putting People First: How We Can All Change America. Nueva York: Three Rivers Press. 12 de septiembre de 1992. ISBN 978-0-8129-2193-9.
- Between Hope and History. Nueva York: Times Books. 1996. ISBN 978-0-8129-2913-3.
- Mi Vida (1ra edición). Nueva York: Vintage Books. 2004. ISBN 978-1-4000-3003-3.
- Giving: How Each of Us Can Change the World (1st edición). Nueva York: Knopf. 2007. ISBN 978-0-307-26674-3.
- Back to Work (1ra edición). Nueva York: Knopf. 2011. ISBN 978-0-307-95975-1.
- El presidente ha desaparecido (1ra edición). Knopf. 2018. ISBN 978-0-316-41269-8.

## Grabaciones
Bill Clinton es uno de los narradores de Wolf Tracks y Pedro y el Lobo (Peter and the Wolf), una grabación de 2003 de Peter and the Wolf de Serguéi Prokófiev interpretada por la Orquesta Nacional de Rusia, en Pentatone, junto con Mijail Gorbachov y Sophia Loren. Esto le valió a Clinton el premio Grammy 2003 al Mejor Álbum Hablado para Niños.
La edición en audiolibro de la versión original en inglés de su autobiografía, Mi Vida, leída por el propio Clinton, ganó el premio Grammy 2005 al Mejor Álbum Hablado, así como el Premio Audie como el Audiolibro del Año.
Clinton tiene dos nominaciones más al Grammy por sus audiolibros: Giving: How Each of Us Can Change the World en 2007 y Back to Work en 2012.